# El manantial del milagro
El manantial del milagro é uma telenovela mexicana produzida por Ernesto Alonso para a Televisa e exibida pelo El Canal de las Estrellas em 1974.
Foi protagonizada por Julissa e Enrique Álvarez Félix.

## Sinopse
A história desta telenovela gira em torno de uma primavera misteriosa, que é dito ter poderes de cura.
Após a morte de sua mãe, o jovem professor Matilde entra em um convento para encontrar a paz de espírito. Quando ela se sente melhor, ela a abandona e recebe um emprego como professora de uma menina solitária e estranha, Paola, que vive com sua família em uma cidade isolada. Pablo é o pai de Paola e ele toma as rédeas das empresas familiares que as tornaram uma das famílias mais abastadas da região. Ao lado dele, vive seu pai doente, sua madrasta Luz, seu irmão gêmeo Miguel, sua irmã Elena, seu cunhado Gonzalo e sua sobrinha Blanca.
No entanto, Pablo esconde muitos segredos atrás de sua fachada de um homem reto. Anos atrás, sua esposa ficou doente com a esquizofrenia e Pablo a internou em um hospital e disse a todos que ele havia morrido. As memórias voltam a assombrá-lo porque ele tem certeza de que sua filha herdou a doença de sua mãe.
Matilde tem carinho com a garota e também com Pablo de quem começa a se apaixonar, mas isso lhe incomoda a presença de Miguel, o oposto polar de seu irmão: selvagem e rebelde. Luz, que também é uma enfermeira, planeja construir uma fonte termal na primavera localizada nas terras da família, que é dito ter poderes de cura. Matilde começa a ajudar no projeto, no entanto, Pablo é assassinado por causa de suas relações sombrias com a máfia e ela começa a se sentir cada vez mais atraída por Miguel, mas acreditar que é Pablo.

## Elenco
- Julissa - Matilde
- Enrique Álvarez Félix - Pablo / Miguel
- Ofelia Guilmáin - Luz
- Lorena Velázquez - Elena
- Agustín Sauret - Gonzalo
- Ana Lorena Graham - Paola
- Tony Carbajal - Agustín
- Ana Martín - Blanca
- Juan Ferrara - Carlos
- Rita Macedo - Estela
- Alicia Montoya - Sofía
- Mercedes Pascual - Yolanda
- Carlos Riquelme - Pepe
- Lucy Tovar - Angélica
- Malena Doria - Marta
- Felipe Ramos - Jorge
- Manuel Rivera - Rodolfo Bustamante
- José Baviera - Padre Anselmo
- Rubén Rojo - Ramón
- Fabiola Falcón - Regina
- Carlos Rotzinger - El Coreano
- Giorgio Fleri - Giuliano Montefiore
- Tomás I. Jaime - Catarino
- Olga Morris - Katy
- José Luis Moreno - Carrillo
- Antonio Medellín - Armando
- Silvia Mawath - Silvia
- Orville Martin - Dr. Martin